# Laura Catena
Laura Catena (Mendoza, 1967) es una autora, viticultora y médica argentina.

## Biografía
Catena nació en Mendoza, Argentina, en 1967. Es magna cum laude en la Universidad de Harvard en 1988 y obtuvo un título de Doctora en Medicina de la Universidad de Stanford. Actualmente es directora general de la Bodega Catena Zapata y de su propia Bodega Luca en Mendoza, Argentina. Catena ejerció como médica pediatra en el Centro Médico de la Universidad de California en San Franciscodurante más de 25 años.
Catena es reconocida como el "rostro" del vino argentino por su activo papel en la promoción de la región vitivinícola de Mendoza y el Malbec en el país suramericano. Ha sido nombrada una de las 25 principales innovadoras en materia de vinos y ha sido ponente invitada en eventos como la Cumbre del Mosto y el Encuentro del Vino Decanter, además de figurar en proyectos promovidos por el Instituto Smithsoniano.
En 2010 Catena publicó su primer libro, Vino Argentino, An Insider's Guide to the Wines and Wine Country of Argentina, publicado por Chronicle Books. Un año después fueron publicadas ediciones del mismo en español y portugués. Su segundo libro fue Oro en los Viñedos, una compilación de los viñedos más célebres del mundo. En 2014 se convirtió en la presidenta del International Wine & Spirit Competition (IWSC), el primer concurso para promover y premiar los mejores vinos y licores del mundo.

## Obras
- Vino Argentino, An Insiders Guide to the Wines and Wine Country of Argentina (Chronicle Books - septiembre de 2010)
- Vino Argentino – Argentine Wine (Catapulta Editorial – octubre de 2011)
- The Business of Wine: An Encyclopedia (Greenwood Publishing – diciembre de 2008)
- Oro en los Viñedos (Catapulta Editorial - diciembre de 2017)
- Malbec Mon Amour (Catapulta Editorial - diciembre de 2021)